# 累次极限
在n元函数中，由各变量依某种次序相继地各自趋于极限而得出的极限，称为累次极限。

## 定义
为简单起见，以讨论二元函数{\displaystyle f(x,y)}为限。假设变量{\displaystyle x,y}的变动区域{\displaystyle D}是这样：{\displaystyle x}可以(与{\displaystyle y}无关的)取集{\displaystyle X}内的任意数值，{\displaystyle X}以不属于它的点{\displaystyle a}作为聚点，同样{\displaystyle y}可以(与{\displaystyle x}无关的)在集{\displaystyle Y}内变动，{\displaystyle Y}以不属于它的点{\displaystyle b}作为聚点。这样区域{\displaystyle D}可以记为{\displaystyle X\times Y}。
若对{\displaystyle Y}内任一固定的{\displaystyle y}，函数{\displaystyle f(x,y)}(它将只是{\displaystyle x}的函数)在{\displaystyle x\to a}时有极限存在，则这极限。一般地说，将与预先固定的{\displaystyle y}值有关:
{\displaystyle \lim _{x\to {a}}f(x,y)=\phi (y)}
然后可以讨论函数{\displaystyle \phi (y)}在{\displaystyle y\to b}时的极限：
{\displaystyle \lim _{y\to {b}}\phi (y)=\lim _{y\to b}\lim _{x\to a}f(x,y)}
这就是两个累次极限之一，若趋于极限的过程由相反的次序进行，就得出另一累次极限；
{\displaystyle \lim _{x\to a}\lim _{y\to b}f(x,y)}